# 마이코 (1985년)
마이코(일본어: マイコ, 1985년 3월 15일 ~ )는 일본의 배우이다.
미국 시애틀 출생. 도쿄도 출신. GR PROMOTION 소속.

## 인물
- 아버지가 미국인이다[1].

## 출연

### 영화
- 산의 당신~토쿠이치의 사랑~ (2008년, 토호) - 미사와 미치호 역
- 행복을 기다리며 (2009년, 에이벡스 엔터테인먼트) - 사치 역
- 야마가타 스크림 (2009년, 가가)
- 블랙회사에 다니고 있는데, 지금 나는 한계에 도달했는지도 모른다 (2009년, 아스믹 에이스) - 나카니시 상 역
- 스노 프린스 (2009년, 쇼치쿠) - 하세가와 야스코 역
- SPACE BATTLESHIP 야마토 (2010년, 토호) - 아이하라 역
- 밀로크로제 (2011년, d-rights) - 밀로크로제 역
- 바이 로케이션 (2014년, KADOKAWA)
- 식녀-쿠이메- (2014년, 토에이) - 쿠라타 카요코 역

### 드라마
- 대하드라마 료마전 (2010년, NHK) - 이와사키 키세 역
- 신참자 (2010년 4월 ~ 6월, TBS) - 미야모토 유리 역
- 연속 TV 소설 해님 (2011년, NHK) - 소마 (하타노) 마치코 역
- 수수께끼 풀이는 저녁식사 후에 제5화 (2011년 11월 15일, 후지 TV) - 칸노 유미 역
- 연애검정 (2012년 6월, NHK BS 프리미엄) - 카가와 사요 역
- 히가시노 게이고 미스테리즈 제6화 〈제스처 게임이 가득〉 (2012년 8월 16일, 후지 TV) - 하타케야마 키요미 역
- 메이드 인 재팬 (2013년 1월 ~ 2월, NHK) - 오바타 카나에 역
- 핀토코나 제7 ~ 8화 (2013년 8월 29일 ~ 9월 5일, TBS)
- 공룡 선생님 (2013년 9월 4일, NHK BS 프리미엄) - 주연·시오자키 역
- 호시 신이치 미스테리 SP 〈정도의 문제〉 (2014년 2월 15일, 후지 TV) - 케이 역
- 아내는 쿠노이치~최종장~ (2014년 5월 ~ 6월, NHK) - 세이코 역
- 헤이세이 부사이쿠 샐러리맨 (2014년 10월 ~ 2015년 1월, 닛폰 TV) - 난죠 아이 역
- 유성 왜건 제5화 (2015년 2월 15일, TBS)
- 스미레의 가출~사랑하는 자식에겐 여행을 시켜라~ (2015년 4월 25일, NHK) - 카와노 타에코 역
- Dr.린타로 제4화 (2015년 5월 6일, 닛폰 TV) - 미우라 마키코 역
- 언더웨어 (2015년 11월 ~ 12월, 후지 TV) - 이이다 역
- 히간바나~경시청 수사 7과~ 제5화 (2016년 2월 10일, 닛폰 TV) - 코사카 에리코 역
- BAR 레몬하트 SEASON2 제3화 (2016년 4월 18일, BS후지) - 시즈카 역
- 타치바나 노보루 청춘 비망록 제4회 (2016년 6월 3일, NHK BS 프리미엄) - 토와 역